# Edelweißlahnerkopf
L’Edelweisslahnerkopf est une montagne culminant à 1 953 mètres d'altitude dans le massif des Alpes de Berchtesgaden.

## Géographie
L'Edelweißlahnerkopf est un sommet au bord du plateau du Reiter Alm. À l'est, du point de vue de Ramsau bei Berchtesgaden, la montagne se présente comme un pic se détachant clairement de la crête avec un flanc rocheux escarpé traversé par des pins de montagne. À l'ouest, du point de vue du plateau du Reiter Alm, l'Edelweißlahnerkopf semble une colline discrète couverte de pins de montagne.

## Ascension
Un chemin balisé mène de la Neue Traunsteiner Hütte en 2 h 00 min à 2 h 30 min de montée et de descente faciles mais pénibles jusqu'au sommet avec une croix.
La vue depuis l'Edelweißlahnerkopf est totalement dégagée vers l'ouest, le nord et l'est. Au sud-est, la face ouest du Watzmann et du Hochkalter dominant directement de l'autre côté de la vallée dominent le panorama. Lorsque la visibilité est bonne, on peut voir le Grossglockner au sud. Le Schottmalhorn voisin bloque la vue vers le sud-ouest. La vue depuis l'Edelweißlahnerkopf jusqu'au Hintersee, 1 164 m plus bas, et vers Ramsau est particulièrement impressionnante.